# 中村良二
中村 良二（なかむら りょうじ、1968年6月19日 - ）は、福岡県三井郡北野町（現在の久留米市）出身の元プロ野球選手（内野手）、野球指導者。左投右打。

## 経歴

### プロ入り前
小学6年生だった1980年に、夏の全国高等学校野球選手権大会へ奈良県代表として出場した天理高校の選手たちのプレーに感銘を受けたことから、同校への進学を志す。1984年に天理高校へ進学すると、硬式野球部に入部。2年生の春に出場した第57回選抜高等学校野球大会では、1本の本塁打を放った。3年生だった1986年には、主将を務めながら、山下和輝と共にチームの主力打者として活躍。春夏連続で阪神甲子園球場の全国大会に出場した。夏の選手権全国大会では、2本の本塁打を放つとともに、チームを奈良県勢としては初めての優勝に導いた。
1986年のNPBドラフト会議で、近鉄バファローズから2位で指名。指名の前までは進学を希望していたが、家庭の事情（詳細後述）から断念を余儀なくされたため、近鉄からの指名を機に入団した。背番号は28。

### プロ入り後
ウエスタン・リーグ公式戦では、近鉄1年目の1987年から70試合に出場。1994年と1995年には、本塁打王と打点王のタイトルを獲得。1996年には、リーグ2位の打率.298を記録している。
その一方で、1989年にプロ入り後初めて一軍へ昇格すると、主に代打で一軍公式戦へ起用。勝負強い打撃で、チームのパシフィック・リーグ優勝に貢献した。しかし、石井浩郎やラルフ・ブライアントといった強打者の牙城を崩すまでには至らなかった。
1996年のシーズン終了後に近鉄球団から戦力外通告を受けたが、現役続行への道を求めて、当時山下が在籍していた阪神タイガースの入団テストを同年12月に受験。後に合格したため、阪神へ入団した。背番号は59。
1997年には、ウエスタン・リーグ39試合の出場で5本塁打を放ったが、一軍公式戦への出場機会はなかった。シーズン終了後に阪神球団から戦力外通告を受けたことを機に、現役を引退。同リーグの公式戦通算753試合の出場で110本もの本塁打を記録しながら、一軍公式戦で1本も本塁打を放てないまま、11年間の現役生活を終えた。

### 現役引退後
現役を引退した直後は定職に就けず、アルバイトを3つ掛け持ちする生活を送っていた。少年野球チーム「藤井寺リトルシニア」関係者の依頼を受けたことを機に、1998年から同チームの監督に就任。9年間にわたって中学生の選手を指導した。2006年には社会人野球・大和高田クラブのコーチに就任。
2008年8月1日付で、天理大学硬式野球部の監督へ就任。就任時点で阪神大学野球リーグの2部に降格していたチームを、翌2009年に春季2部リーグでの優勝と1部リーグへの復帰に導いた。2013年には、春季1部リーグでの優勝によってその年の全日本大学野球選手権大会の出場権を得ると、同大会でチームに14年ぶりの勝利をもたらした。
その一方で、2013年の全日本大学野球選手権後に、学生野球資格回復制度研修会へ参加。2014年1月20日付で日本学生野球協会から資格回復の認定を受けたことによって、同協会に加盟する高校の硬式野球部でも指導できるようになったため、翌2月から天理高等学校硬式野球部のコーチに就任した。2015年8月25日付で、同部の監督に昇格。2017年の夏には、全国高等学校野球選手権奈良大会での優勝を経て、第99回全国高等学校野球選手権大会でチームを27年ぶりの準決勝進出に導いた。中村が天理高校の一員として高校野球の全国大会で甲子園球場に登場したのは、選手時代に夏の選手権大会で優勝して以来31年振りで、監督へ就任してからは初めてであった。その一方で、監督在任中の2022年3月18日には、自身初の著書『選手と距離を置く理由』が竹書房から刊行された。2023年12月末をもって監督から退任した。
2024年2月より大阪学院大学硬式野球部の監督に就任。

## 選手としての特徴
天理高校への在学中に対外試合で41本の本塁打を放った実績から、プロ入り後も長打力を発揮することを期待されていた。現に、ウエスタン・リーグ公式戦では、近鉄時代に史上2人目の通算100本塁打を達成。1990年には12本、1991年から2年連続で17本、1993年には11本の本塁打を放ったほか、1994年には17本塁打、1995年には13本塁打で本塁打王のタイトルを獲得している。その一方で、1992年には13盗塁、1993年には20盗塁、1994年には13盗塁を記録。このような活躍から、「ミスター・ウエスタン」とも呼ばれていた。
プロ野球では珍しい左投げ右打ちの内野手で、守備力が高くなかったことから、プロ入り後は試合への出場機会が一塁手か指名打者に限られていた。さらに、近鉄時代の一軍公式戦では、石井が一塁手、ブライアントが指名打者に入ることが多かった。中村自身も、ウエスタン・リーグの公式戦で外野を守るなど、出場機会の増加を模索。しかし、10年間一軍へ定着できないまま、阪神への移籍を経て現役生活を終えた。
1992年から1996年は同姓の中村紀洋がチームメイトにおり、中村紀洋が「ノリ（さん）」と呼ばれることが多い由来となっている。

## 人物
小学校1年時に実父と死別した影響で、実家の家計が苦しく、中学生時代には野球道具の購入資金を賄う目的で新聞配達を経験した。天理高校にも、野球推薦ではなく、一般入試を経て入学している。このような境遇で同校の硬式野球部へ入ったにもかかわらず、後にレギュラーの座を確保。個性の強い選手が揃っていた3年時には、「練習メニューを選手に決めさせる」という方針を取っていた橋本武徳監督の下で、主将としてチームを全国制覇へ導いた。そのため、現在では「天理史上最高の主将」と呼ばれている。
指導者に転じてからは、前述した橋本の指導方針を基に、「選手が自主的に判断したうえで、その判断に選手自身が責任が持てるチーム」を理想に掲げている。その一方で、中学生や大学生への指導を通じて、自分がプロで受けた指導をそのまま選手に伝えても通用しないことに気付いたという。ちなみに、スポーツライターの氏原英明は、取材を通じて、中村を「プロ野球選手出身の高校野球指導者には珍しく、低姿勢で物腰が柔らかい」と評している。
天理大学監督時代の教え子に、小山雄輝や中村和希がいる。小山は本来投手だったが、2年生の春から遊撃手へ転向していた。しかし、2年時の夏に監督へ就任した中村の下で、抑え投手として再起。3年時の春には、チームの阪神大学野球1部リーグ復帰に貢献した。さらに、中村は2010年から、近鉄時代の2年先輩に当たる投手出身の山崎慎太郎を臨時コーチに招聘。当時4年生だった小山の投球フォームを改造させることで、小山を読売ジャイアンツへ入団できるまでに成長させた。
天理高校の監督へ就任してからは、「生徒に考えさせながら1つ1つ指導することが大事」とコメント。天理大学の監督時代に続いて、山崎を臨時コーチに招いている。その一方で、「野球に取り組む意欲がなければプレーが上達しない」という考えから、普段の練習ではあえて選手に厳しく接しているという。監督在任中の2022年に竹書房から刊行された著書には、『選手と距離を置く理由』というタイトルが付けられたほか、「選手ファースト」という方針の下に就任以来公式戦でほとんどサインを出していないことなどが明かされている。
天理高校の監督としては、森浦大輔を途中から指導。また、就任後に入学した太田椋（近鉄選手時代の2年後輩に当たる太田暁の長男）や達孝太を、在学中にドラフト会議の1巡目で指名されるほどの選手に育て上げた（森浦も天理大学を経て2021年に広島東洋カープへ入団）。達は2021年10月11日開催のドラフト会議で北海道日本ハムファイターズからの1巡目指名を経て入団したが、指名の条件であるプロ志望届を奈良県高等学校野球連盟（奈良県高野連）へ提出する3日前（9月7日）に、自身の古巣である阪神球団のスカウトと天理高校の校内で面談していたことが提出の直後（9月中旬）に判明。中村は、（達を含む）当時の硬式野球部員への調査書を当該スカウトから受領する際に面談の日程を調整したうえで、達に対してこの面談へ臨むよう指導していた。奈良県高野連の上部団体である日本高等学校野球連盟では、以上の行為を「『プロ志望届の提出を予定している部員は、提出の後先を考えなくても（プロ野球の球団関係者との）面談が可能』という誤った認識による注意義務違反」として、中村と野球部長の笠井要一を厳重注意に処した。

## 詳細情報

### 年度別打撃成績
| 年 度     | 球 団     | 試 合 | 打 席 | 打 数 | 得 点 | 安 打 | 二 塁 打 | 三 塁 打 | 本 塁 打 | 塁 打 | 打 点 | 盗 塁 | 盗 塁 死 | 犠 打 | 犠 飛 | 四 球 | 敬 遠 | 死 球 | 三 振 | 併 殺 打 | 打 率 | 出 塁 率 | 長 打 率 | O P S |
| --------- | --------- | ----- | ----- | ----- | ----- | ----- | -------- | -------- | -------- | ----- | ----- | ----- | -------- | ----- | ----- | ----- | ----- | ----- | ----- | -------- | ----- | -------- | -------- | ----- |
| 1989      | 近鉄      | 9     | 10    | 10    | 2     | 3     | 2        | 1        | 0        | 7     | 4     | 0     | 0        | 0     | 0     | 0     | 0     | 0     | 4     | 0        | .300  | .300     | .700     | 1.000 |
| 1990      | 近鉄      | 7     | 8     | 7     | 1     | 0     | 0        | 0        | 0        | 0     | 0     | 0     | 0        | 0     | 0     | 0     | 0     | 1     | 5     | 0        | .000  | .125     | .000     | .125  |
| 1991      | 近鉄      | 2     | 2     | 2     | 0     | 0     | 0        | 0        | 0        | 0     | 0     | 0     | 0        | 0     | 0     | 0     | 0     | 0     | 0     | 0        | .000  | .000     | .000     | .000  |
| 1992      | 近鉄      | 3     | 4     | 4     | 1     | 1     | 1        | 0        | 0        | 2     | 0     | 0     | 0        | 0     | 0     | 0     | 0     | 0     | 1     | 0        | .250  | .250     | .500     | .750  |
| 1993      | 近鉄      | 7     | 8     | 7     | 0     | 0     | 0        | 0        | 0        | 0     | 0     | 0     | 1        | 0     | 0     | 1     | 0     | 0     | 2     | 0        | .000  | .125     | .000     | .125  |
| 1995      | 近鉄      | 13    | 24    | 21    | 0     | 1     | 0        | 0        | 0        | 1     | 0     | 0     | 0        | 3     | 0     | 0     | 0     | 0     | 7     | 0        | .048  | .048     | .048     | .095  |
| 通算：6年 | 通算：6年 | 41    | 56    | 51    | 4     | 5     | 3        | 1        | 0        | 10    | 4     | 0     | 1        | 3     | 0     | 1     | 0     | 1     | 19    | 0        | .098  | .132     | .196     | .328  |

### 記録
- 初出場：1989年4月9日、対オリックス・ブレーブス1回戦（藤井寺球場）、9回表に右翼手で出場
- 初先発出場：1989年4月14日、対ロッテオリオンズ1回戦（川崎球場）、6番・指名打者で先発出場
- 初安打：同上、9回表に園川一美から左越二塁打
- 初打点：1989年4月19日、対西武ライオンズ2回戦（西武ライオンズ球場）、9回表に吉田剛の代打で出場、郭泰源から左中間へ逆転決勝2点適時二塁打

### 背番号
- 28 （1987年 - 1996年）
- 59 （1997年）

### 著書
- 『選手と距離を置く理由』（竹書房、2022年3月18日初版刊行、ISBN 978-4801930292）